# Могилёв (Днепропетровская область)
Могилёв (укр. Могилів) — село, Днепропетровская область, Украина. Является административным центром Могилёвской сельской общины, в которую, кроме того, входят ещё 10 сёл и 1 посёлок.
Код КОАТУУ — 1225683601. Население по переписи 2021 года составляло 3362 человек.

## Географическое положение
Село Могилёв находится между рекой Орель и каналом Днепр — Донбасс (левый берег), выше по течению реки на расстоянии в 0,5 км расположено село Драговка, ниже по течению реки на расстоянии в 2 км расположено село Проточи, на противоположном берегу — сёла Егорино, Китайгород и пгт Царичанка. Река в этом месте извилистая, образует лиманы, старицы и заболоченные озёра. Рядом проходит автомобильная дорога Т-0441.

## Экономика
- ООО «Могилёвское ХПП».
- Царичанское лесничество.
- ЧП «Орион-Агрос».
- ООО «Агрос».

## Объекты социальной сферы
- Школа.
- Детский сад.
- Амбулатория.
- Дом культуры.

## Известные люди
- Паникаха, Михаил Аверьянович — заместитель командира отделения 1-й роты 883-го стрелкового полка 193-й стрелковой дивизии 62-й армии, Герой Советского Союза.
- Шишкань, Илья Минович — Герой Советского Союза (1943), лётчик-истребитель, старший лейтенант.
- Могилевский Иоанн Григорьевич, священноисповедник (1918)

## Галерея

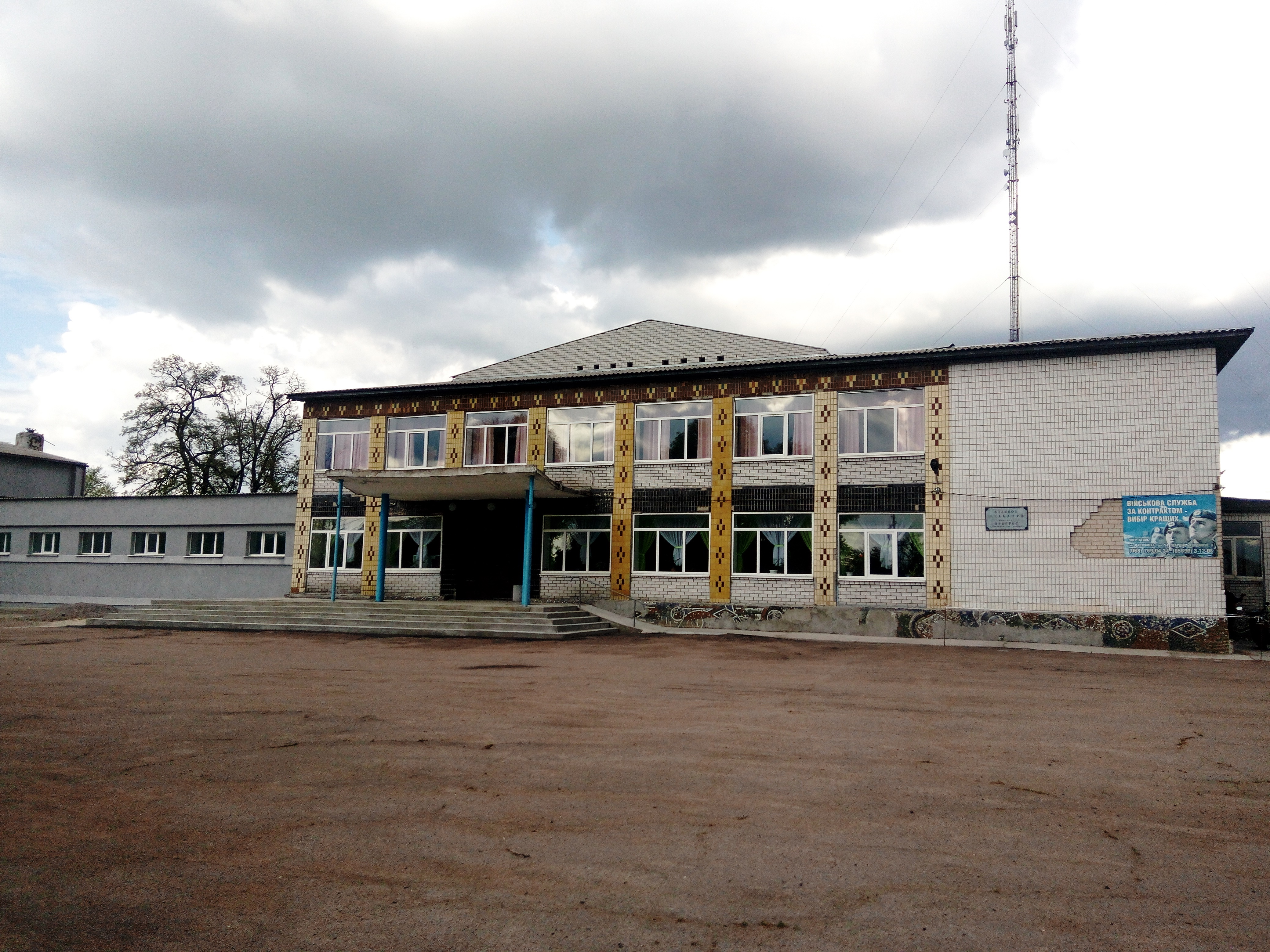
Дом культуры
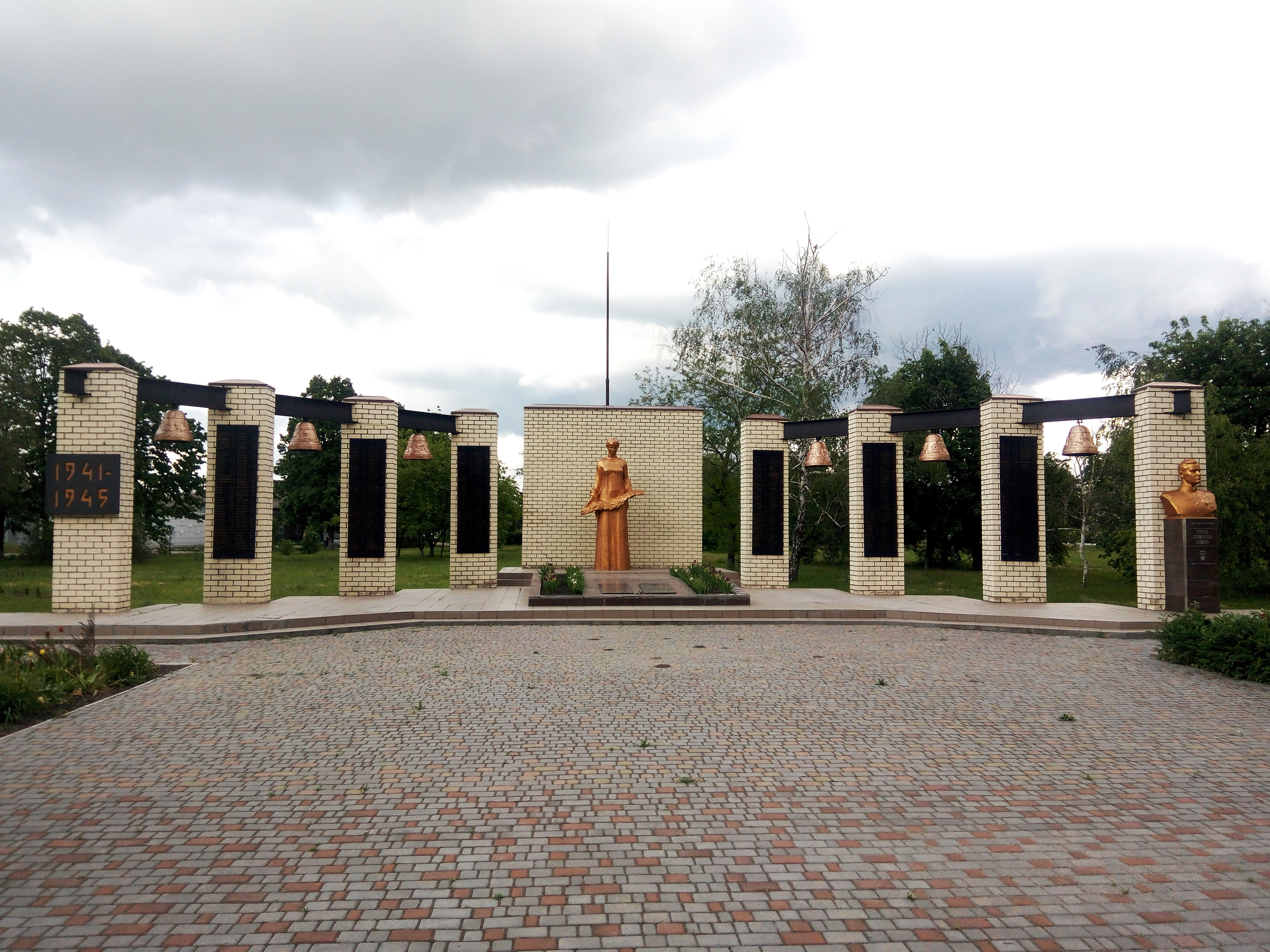
Военный мемориал погибшим в годы Великой Отечественной войны
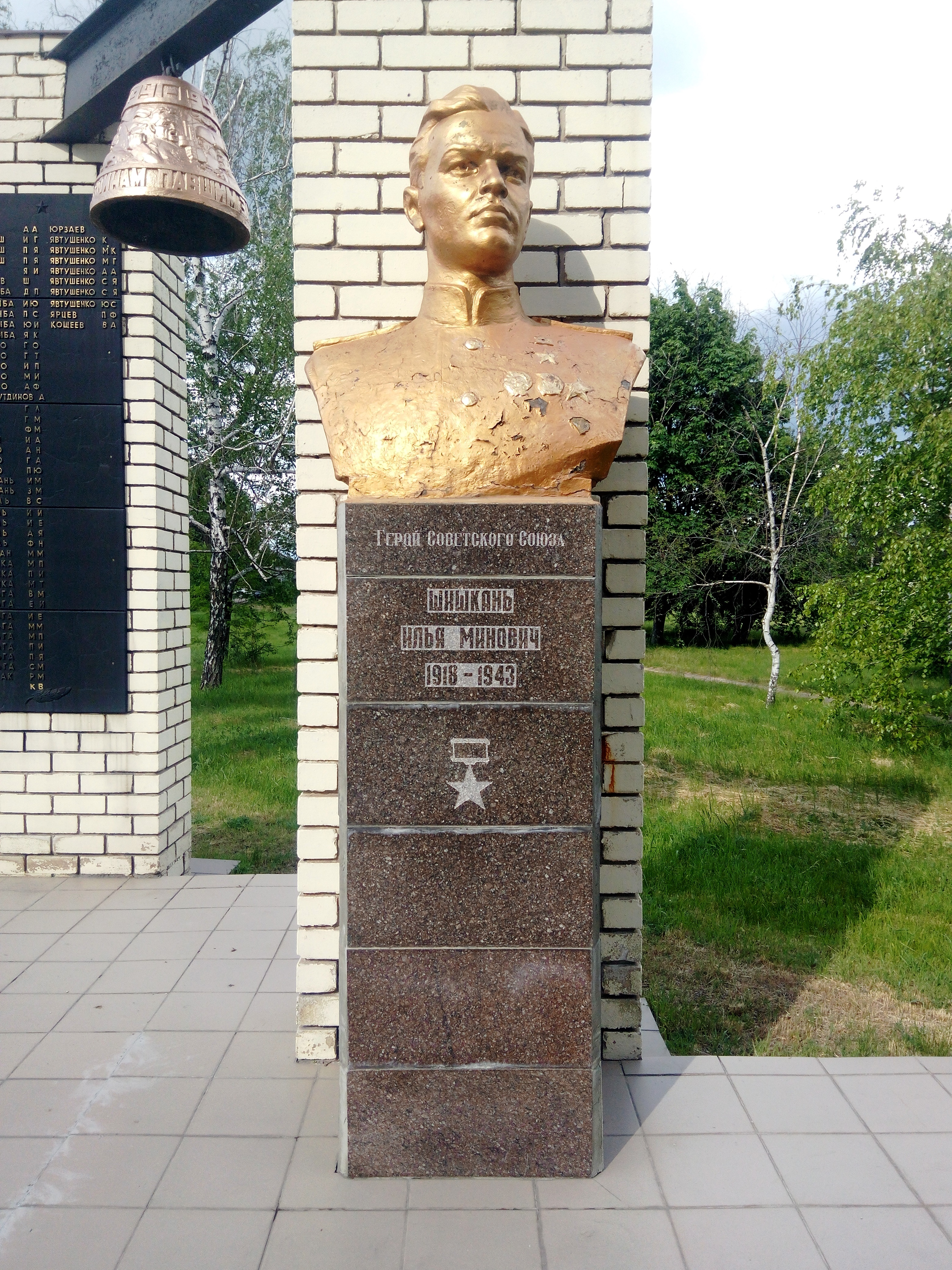
Бюст И. М. Шишканю
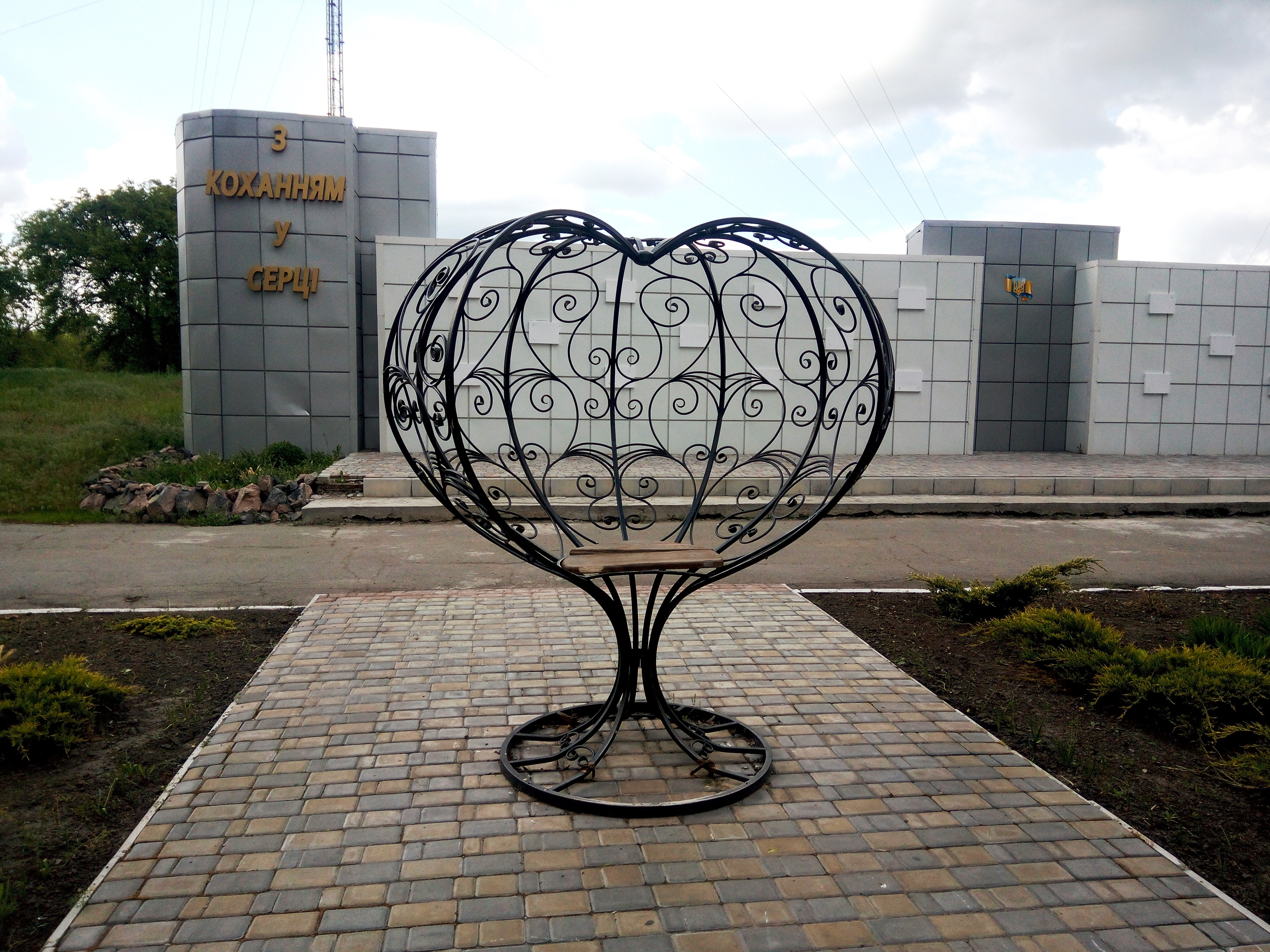
Инсталляция «С любовью в сердце»
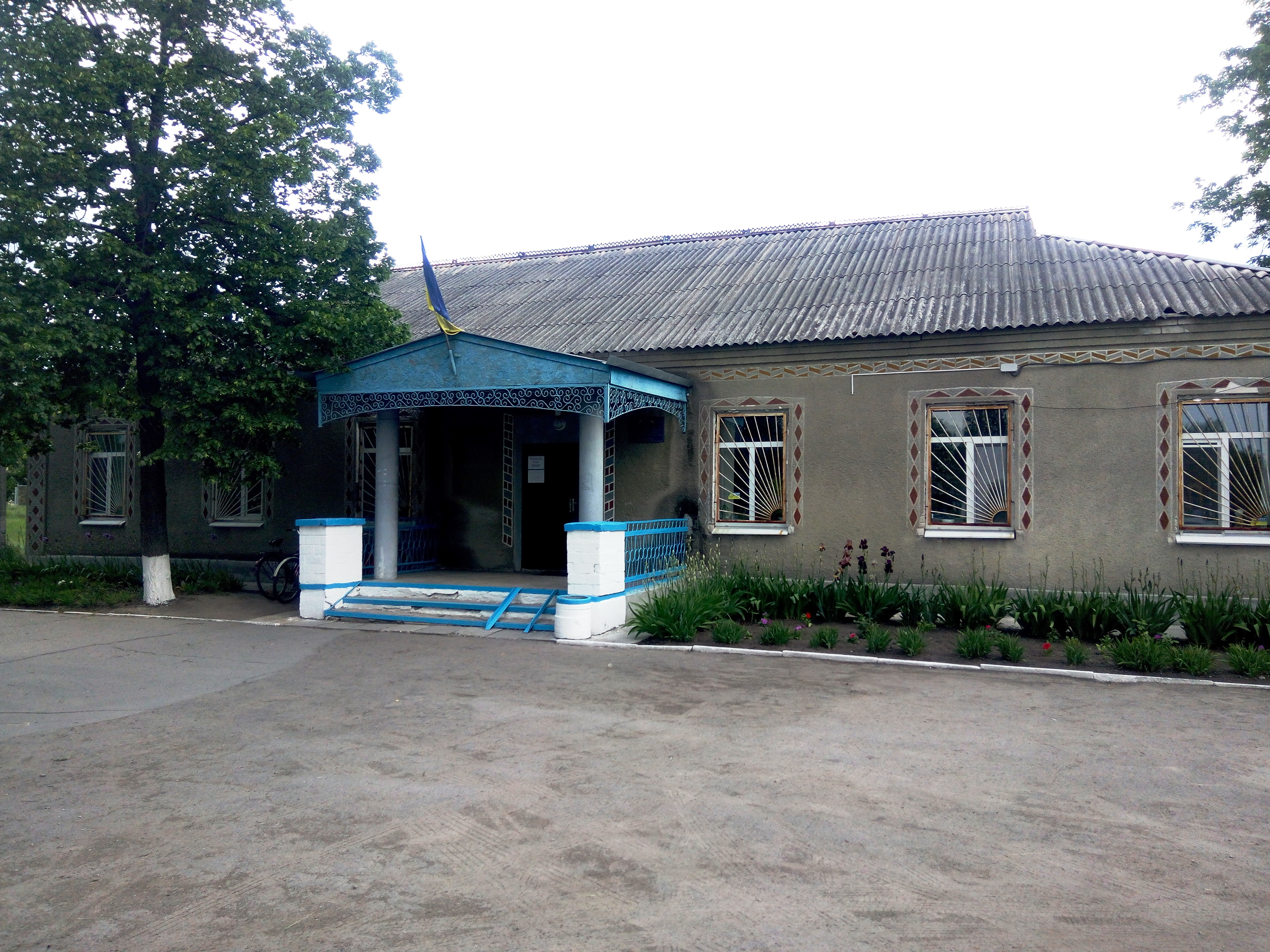
Здание сельского совета
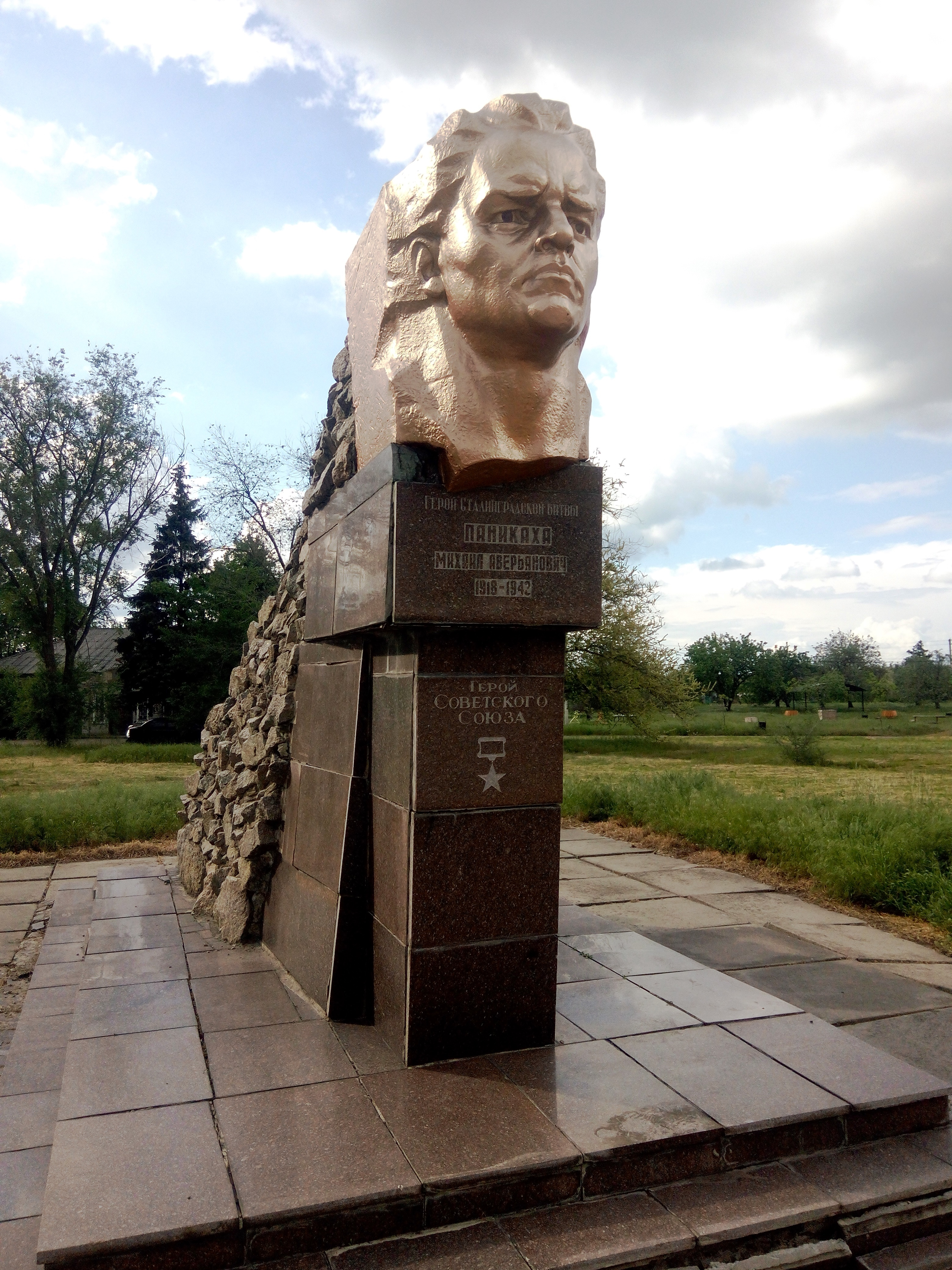
Памятник М. А. Паникахи